# Günter-Grass-Preis
Der Günter-Grass-Preis ist ein Literaturpreis, der zeitgenössischen Schriftstellern verliehen wird, deren Werke sich produktiv und kritisch mit den gesellschaftspolitischen Verhältnissen ihrer Zeit auseinandersetzen. Er wird in Lübeck vergeben.
Als einziger bedeutender Literaturpreis in Deutschland wurde er „Von Autoren für Autoren“ vergeben. So hieß der Preis auch bis 2017. Auf Initiative von Günter Grass vergab ihn der Autorenkreis des Lübecker Literaturtreffens 2011 zum ersten Mal zusammen mit der Kulturstiftung Hansestadt Lübeck, dem Dachverband der Lübecker Museen. Die Höhe des Preisgeldes war nicht festgelegt, da dieses von den Teilnehmern des Literaturtreffens aufgebracht wurde. Der Preis wird alle zwei Jahre vergeben. Zum festen Kern des Lübecker Literaturtreffens zählen bzw. zählten die Schriftsteller Michael Kumpfmüller, Benjamin Lebert, Eva Menasse, Tilman Spengler, Dagmar Leupold, Feridun Zaimoglu, Norbert Niemann, Fridolin Schley, Ingo Schulze und Sherko Fatah.
Seit 2017 heißt der Preis offiziell Günter-Grass-Preis. Erste Preisträgerin unter diesem Namen war Katja Lange-Müller.
Seit 2021 wird der Preis alle zwei Jahre von der Hansestadt Lübeck für das Lebenswerk einer Autorin bzw. eines Autors vergeben; als erste Preisträgerin dieses neu gefassten und mit 10.000 Euro dotierten Preises wurde im Mai 2022 rückwirkend für 2021 Ulrike Edschmid bekannt gegeben.

## Preisträger
(2011 bis 2015 unter dem Namen Literaturpreis Von Autoren für Autoren)
- 2011: Günter Herburger. Die Laudatio hielt Tilman Spengler, verliehen wurde der Preis am 30. Januar 2011 in Lübeck.
- 2013: Ernst Augustin. Die Laudatio hielt am 23. Januar Sherko Fatah.
- 2015: Irina Liebmann. Die Laudatio hielt am 1. März Dagmar Leupold.
- 2017: Katja Lange-Müller. Die Laudatio hielt am 19. Februar 2017 Eva Menasse.[4]
- 2019: Jens Sparschuh. Die Laudatio hielten am 27. Januar 2019 Ingo Schulze, Thomas Hettche (als Vertretung von Dagmar Leupold), Zora del Buono, Eva Menasse und Tilman Spengler.[5][6]
- 2021: Ulrike Edschmid; Laudatorin bei der nachgeholten Verleihung am 10. Juni 2022 war Verena Lueken.[7]
- 2023: Ljudmila Ulizkaja[8], Laudatorin am 16. Juni 2023: Ilma Rakusa[9]
- 2025: Gert Loschütz, Laudatorin am 28. Februar 2025: Katharina Teutsch[10]